# Palazzo Pieri Ginori
Il palazzo Pieri Ginori è un edificio storico del centro di Firenze, situato in via dell'Anguillara 19-21, con affaccio retrostante su via Borgognona.

## Storia
Il palazzo si estende su quattro piani e otto assi segnando con la sua imponente mole la via. Eretto su case preesistenti che avevano l'affaccio sull'attuale via Borgognona (per lo più di proprietà dei Tebaldini, dei da Panzano e dei Biffoli), dovette avere una prima configurazione unitaria in età rinascimentale, come indicano vari elementi presenti nella piccola corte e negli interni. 
Probabilmente ampliato nel corso del Seicento, quando era proprietà della famiglia Bardi della Scarperia, ebbe poi l'attuale disegno nel 1775, su progetto dell'architetto Gasparo Maria Paoletti e commissione di Giovanni d'Andrea Ginori. 
Restaurato nel 1981, l'edificio ospita attualmente vari uffici del Tribunale Ordinario di Firenze.

## Descrizione
Sulla facciata, con le finestre incorniciate da bozze di pietra che rimandano a una tradizione fiorentina, sono due scudi con i campi privi di arme, probabilmente un tempo dipinti. 
Uno stemma Ginori (d'azzurro, alla banda d'oro caricata di tre stelle a otto punte nel campo) è comunque presente nella corte prima ricordata, a guardare un pozzo seicentesco.